# 大乘都
大乘都（1228年—1299年），元朝大臣。畏兀儿人。祖居别失八里，世代为回鹘贵族。
元世祖中统初年，大乘都入见忽必烈，受命入侍禁中，作为皇孙阿难答的师傅。不久，阿难答的父亲皇子忙哥剌去世，阿难答嗣为安西王，大乘都受命跟随出镇平凉。后来安西王阿难答出征吐蕃，大乘都返回大都。元成宗即位后，封大乘都为翰林学士，在京师大都路赐宅第。大德三年（1299年）大乘都去世，追封蓟国公。元仁宗皇庆初年，追赠太傅，改封秦国公，谥文敏。